# Hoàng Hạ (trống đồng)
Hoàng Hạ là một trong những chiếc trống đồng Đông Sơn có kích thước lớn, có nhiều hoa văn phong phú, hiện được tàng trữ tại Bảo tàng Lịch sử Việt Nam.

## Xuất xứ
Vào khoảng tháng 3 năm 1937, dân công đào mương dẫn nước xóm Nội, thôn làng Hoàng Hạ, huyện Phú Xuyên, tỉnh Hà Đông (Hà Nội ngày nay) đã tìm ra được trống này ở độ sâu 1,5 mét trong lòng đất.

## Tình trạng
Trống có đường kính mặt là 79 cm, chiều cao là 61,5 cm. Trống bị long mặt, rỉ gần khắp mặt và cả một phần thân trống.

## Hình dáng
Hoa văn trang trí, hình dáng và kích thước tương tự như trống Ngọc Lũ I.

## Hoa văn trang trí

### Hoa văn tại mặt trống

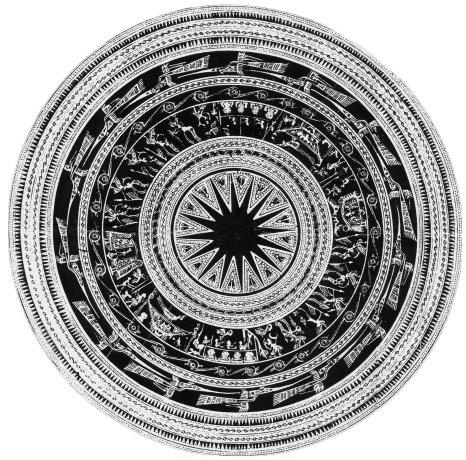
Bề mặt trống đồng Hoàng Hạ

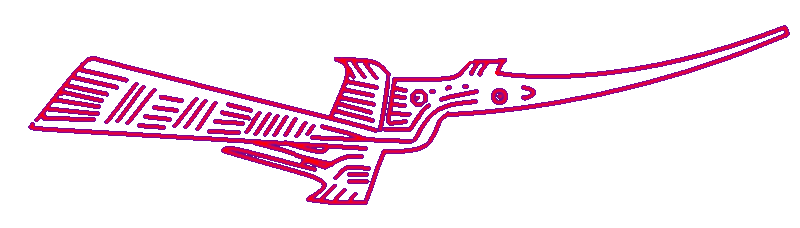
Hoạ tiết chim trên mặt trống đồng

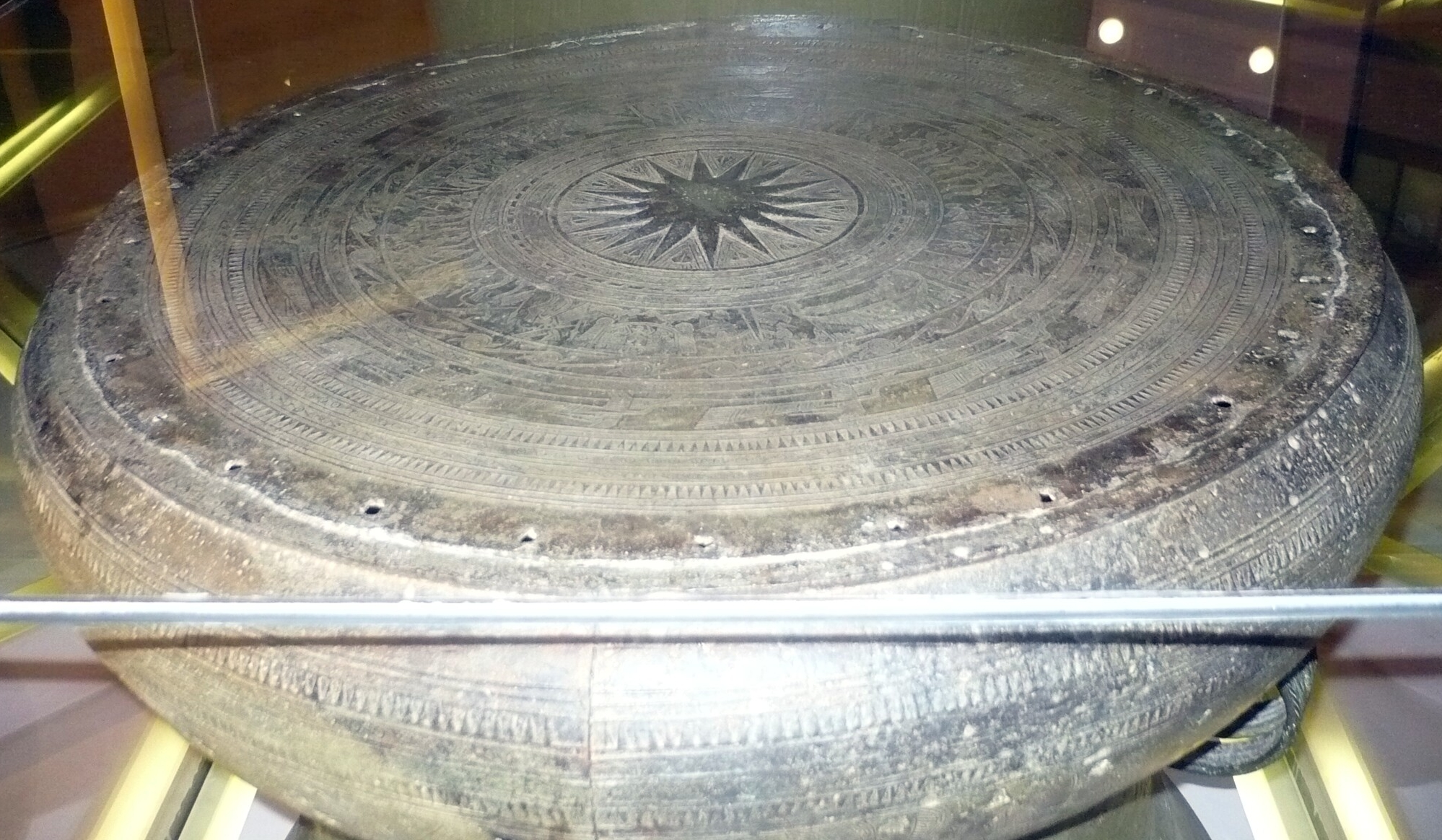
Trống đồng Hoàng Hạ, trưng bày tại Bảo tàng lịch sử Việt Nam, Hà Nội, Việt Nam.

Chính giữa mặt trống có hình ngôi sao nổi 16 cánh, xen kẽ các cánh sao là những họa tiết trang trí kiểu lông công. Bao quanh ngôi sao là 15 vành hoa văn, gồm hai loại: hoa văn hình học và hình khắc người, động vật và vật.
Về hoa văn hình học, ngoài những hoa văn tương tự như hoa văn trên trống đồng Ngọc Lũ I như các chấm nhỏ thẳng hàng, chữ gãy nối tiếp, vòng tròn chấm giữa có tiếp tuyến song song, văn răng cưa,...còn có thêm vành hoa văn hình xoắn ốc và vòng tròn đồng tâm ở vành thứ 7 từ trong ra ngoài.
Về hình khắc người và động vật thì có vành hươu nai, chim bay xem kẽ. Vành số 9 của trống Hoàng Hạ chỉ có 14 con chim bay. Đó là những hình chim mỏ dài, đuôi và chân dài, có mào, không có những hình chim đứng ngậm mồi.
Rìa mặt trống có 30 lỗ nhỏ cách đều nhau, là dấu vết con kê trên khuôn đúc trống.

### Hoa văn ở thân trống

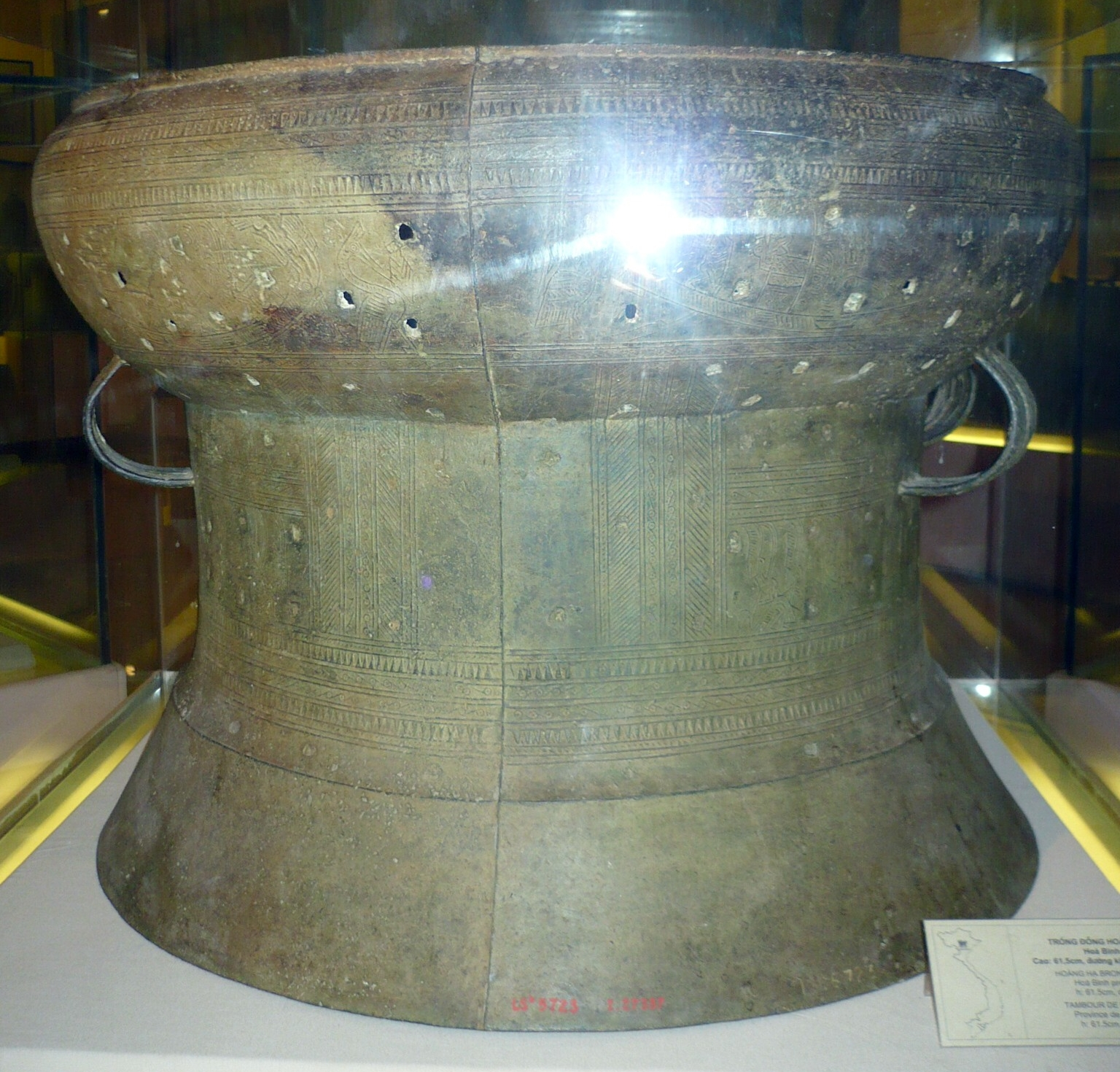
Trống đồng Hoàng Hạ, trưng bày tại Bảo tàng lịch sử Việt Nam, Hà Nội, Việt Nam.

Bố cục trang trí và hình hoa văn giống như trống đồng Ngọc Lũ 1. Trên tang trống, ngoài các vành hoa văn hình học, cũng có hình 6 chiếc thuyền, xen giữa các thuyền là những hình chim có từ 2 đến bốn con. Về trang sức, tất cả thuyền trưởng cầm trống, vũ sĩ và người cầm lái đều đội mũ lông chim khá cao.
Trống có hai đôi quai kép trang trí văn bện thừng. Chân trống không có hoa văn.